# Kiểm soát nguy cơ nơi làm việc với COVID-19
Kiểm soát nguy cơ nơi làm việc với COVID-19 là việc ứng dụng các biện pháp an toàn và vệ sinh lao động trong kiểm soát các nguy cơ nhằm phòng ngừa bệnh virus corona 2019 (COVID-19). Các biện pháp kiểm soát nguy cơ được thực hiện tùy theo nhiệm vụ và nơi làm việc, dựa trên việc đánh giá mối nguy đối với các nguồn lây nhiễm, tình hình dịch bệnh trong cộng đồng, và các nhân tố rủi ro của từng nhân viên làm việc có thể khiến họ dễ bị nhiễm COVID-19.
Theo Cục An toàn và Vệ sinh Lao động Hoa Kỳ (OSHA), những công việc có ít nguy cơ lây nhiễm thường có tối thiểu việc tiếp xúc với đồng nghiệp hoặc những người khác ở bên ngoài; những nhân viên này được khuyến cáo thực hiện các biện pháp phòng bệnh cơ bản: rửa tay, khuyến khích nhân viên ở nhà nếu bị ốm, che miệng và mũi khi ho, hắt hơi và thường xuyên dọn dẹp, tẩy rửa khu vực làm việc.
Các công việc có độ lây nhiễm trung bình thường yêu cầu có tiếp xúc gần hoặc thường xuyên với những người nghi hoặc không biết nhiễm COVID-19, mặc dù họ có thể đã nhiếm bệnh do liên tục di chuyển trong cộng đồng hoặc trở về từ nước ngoài. Nhóm lây nhiễm trung bình còn bao gồm cả những nhân viên có tiếp xúc với công chúng như tại các trường học, môi trường làm việc đông dân cư hoặc các cửa hàng bán lẻ khối lượng lớn. Các biện pháp kiểm soát được thực hiện đối với nhóm này, ngoài những điều cơ bản như trên, bao gồm việc thông gió sử dụng bộ lọc không khí hiệu suất cao, lắp kính che để ngăn giọt bắn ra khi hắt hơi, và trang bị các thiết bị bảo hộ cá nhân trong trường hợp tiếp xúc với người nhiễm COVID-19.
OSHA coi các nhân viên phụ trách y tế và mai táng phải tiếp xúc với những người nhiễm hoặc nghi nhiễm COVID-19 thuộc nhóm nguy cơ phơi nhiễm cao, thậm chí rất cao nếu phải thực hiện các phương pháp tạo aerosol, hoặc phải lấy/mang mẫu bệnh phẩm từ những người nhiễm hoặc nghi nhiễm COVID-19. Các biện pháp kiểm soát với những nhân viên này bao gồm việc sử dụng các phòng áp lực âm và các thiết bị bảo hộ cá nhân phù hợp với nhiệm vụ công việc.

## Lên kế hoạch và đánh giá nguy cơ
Dịch COVID-19 có thể gây ra nhiều ảnh hưởng tới nơi làm việc. Nhân viên có thể nghỉ làm do ốm, do cần chăm sóc người khác hoặc do lo sợ bị lây nhiễm. Việc giao thương có thể có những sự thay đổi, cả về mặt nhu cầu hàng hóa và phương thức mua hàng (như mua sắm ngoài thời gian cao điểm hoặc thông qua các dịch vụ giao hàng hay drive-through). Cuối cùng, việc vận chuyển các mặt hàng từ các khu vực chịu ảnh hưởng lớn bởi COVID-19 có thể bị gián đoạn.:6
Một kế hoạch chuẩn bị và phản ứng trước dịch bệnh truyền nhiễm có thể giúp ích trong việc thực hiện các biện pháp bảo hộ. Các kế hoạch này phải đề cập tới mức độ rủi ro của mọi môi trường làm việc và nhiệm vụ công việc, bao gồm nguồn lây nhiễm, các yếu tố rủi ro xuất phát từ nhà và cộng đồng, và các yếu tố rủi ro từ chính từng nhân viên như tuổi già hoặc các bệnh lý nền. Chúng cũng phải đề ra các biện pháp kiểm soát cần thiết trước các mối nguy này, cùng với kế hoạch dự phòng để đối phó với các tình huống phát sinh có thể xảy ra do dịch. Các kế hoạch chuẩn bị và phản ứng trước dịch có thể chịu sự ảnh hưởng từ những khuyến cáo của chính quyền trung ương hoặc địa phương.:7–8 Mục tiêu của việc phản ứng trước dịch là phải giảm thiểu sự lây nhiễm giữa đội ngũ nhân viên, bảo vệ những người có nguy cơ cao hơn, duy trì hoạt động của doanh nghiệp, và giảm thiểu tối đa những ảnh hưởng tiêu cực tới các mắt xích trong chuỗi cung ứng của doanh nghiệp. Tình hình nghiêm trọng của dịch bệnh tại địa bàn hoạt động của doanh nghiệp cũng ảnh hưởng tới các biện pháp ứng phó được đưa ra.

## Kiểm soát nguy cơ

Tháp kiểm soát nguy cơ liệt kê các phương pháp kiểm soát phơi nhiễm trước các mối nguy. Các phương pháp ở trên có hiệu quả hơn các phương pháp bên dưới trong việc giảm thiểu rủi ro bệnh tật hoặc chấn thương.

Tháp kiểm soát nguy cơ là bộ khung được sử dụng rộng rãi trong an toàn và vệ sinh lao động nhằm chia nhóm các phương thức kiểm soát rủi ro theo mức độ hiệu quả. Ở những nơi COVID-19 không thể bị loại bỏ (elimination), cách hiệu quả nhất là sử dụng các phương pháp kỹ thuật (engineering controls), sau đó là các biện pháp hành chính (administrative controls), và cuối cùng là áp dụng các thiết bị bảo hộ cá nhân (PPE). Các biện pháp kiểm soát kỹ thuật bao gồm việc cách ly nhân viên khỏi các mối nguy do công việc mà không cần xét tới biểu hiện của họ, và đây có thể là giải pháp hiệu quả nhất về mặt chi phí khi thực hiện. Kiểm soát hành chính là những thay đổi trong chính sách hoặc quy trình làm việc cần có sự hành động của nhân viên hoặc nhà tuyển dụng. Các thiết bị bảo hộ cá nhân được cho là ít hiệu quả hơn các biện pháp kỹ thuật và hành chính, nhưng cũng ít nhiều giúp phòng chống phơi nhiễm.  Tất cả các loại PPE phải được lựa chọn dựa trên những nguy cơ ảnh hưởng tới người lao động, phải có thể áp dụng được (ví dụ như khẩu trang), phải được sử dụng đúng và liên tục, phải được kiểm tra, duy trì và thay thế (khi cần thiết) thường xuyên, đồng thời phải được vứt bỏ, làm sạch, lưu trữ hoặc đeo đúng cách để tránh nhiễm mầm bệnh.:12–16

### Tất cả các nơi làm việc
Theo Cục An toàn và Vệ sinh Lao động Hoa Kỳ (OSHA), những công việc có rủi ro lây nhiễm thấp thường ít phải tiếp xúc với công chúng và các đồng nghiệp khác.:18–20 Các biện pháp phòng ngừa lây nhiễm cơ bản được khuyến cáo với tất cả các môi trường làm việc bao gồm rửa tay thường xuyên, khuyến khích nhân viên nghỉ ở nhà nếu bị ốm, dùng tay che miệng và mũi khi ho hoặc hắt hơi, cung cấp cho nhân viên khăn giấy và thùng rác, chuẩn bị làm việc từ xa hoặc làm theo ca xen kẽ nếu cần, không khuyến khích người lao động sử dụng công cụ và thiết bị của người khác và thường xuyên vệ sinh nơi làm việc. Xác định và cách ly sớm các trường hợp nghi nhiễm là bước quan trọng nhằm bảo vệ người lao động, khách hàng, khách tới thăm và những người khác tại khu vực làm việc.:8–9 Trung tâm kiểm soát và phòng ngừa dịch bệnh Hoa Kỳ (CDC) khuyến cáo nhân viên có triệu chứng của bệnh hô hấp cấp tính nên ở nhà cho đến khi họ hết sốt, dấu hiệu sốt và các triệu chứng khác trong vòng ít nhất 24 giờ mà không dùng thuốc hạ sốt hoặc các loại thuốc giảm triệu chứng khác; CDC cũng khuyến nghị các nhà tuyển dụng cần có chính sách nghỉ ốm linh hoạt, cho phép nhân viên ở nhà chăm sóc người thân bị ốm, và phổ biến cho nhân viên về những chính sách này.

### Khu vực rủi ro trung bình
Theo OSHA, các công việc có rủi ro lây nhiễm ở mức trung bình thường yêu cầu phải tiếp xúc gần hoặc thường xuyên trong vòng 6 feet (1,8 m) với những người không rõ hoặc nghi nhiễm COVID-19, nhưng có thể nhiễm SARS-CoV-2 do liên tục di chuyển trong cộng đồng xung quanh khu vực làm việc, hoặc gần đây có đi tới những nước đang có dịch COVID-19. Nhóm này bao gồm những nhân viên có tiếp xúc với công chúng như tại trường học, môi trường làm việc đông dân cư hoặc tại một số nơi bán lẻ khối lượng lớn.:18–20
Các biện pháp kiểm soát kỹ thuật cho các nhóm từ mức trung bình trở lên bao gồm lắp đặt bộ lọc không khí hiệu suất cao, tăng khả năng thông gióa, lắp các tấm chắn để ngăn giọt bắn khi ho hoặc hắt hơi và lắp đặt cửa sổ đón khách theo kiểu drive through.:12–13
Các biện pháp hành chính bao gồm khuyến khích nhân viên ốm nghỉ tại nhà, thay thế các cuộc họp gặp mặt trực tiếp bằng giao tiếp ảo, sắp xếp ca làm việc xen kẽ, ngừng các hoạt động di chuyển không cần thiết tới những nơi đang có dịch COVID-19, lên kế hoạch liên lạc khẩn cấp trong đó có việc thiết lập diễn đàn để trả lời thắc mắc của nhân viên, liên tục cập nhật và phổ biến cho người lao động về những rủi ro và cách bảo vệ trước COVID-19, hướng dẫn những người phải sử dụng quần áo hoặc thiết bị bảo hộ, cung cấp tài nguyên và một môi trường làm việc khuyến khích vệ sinh cá nhân, yêu cầu rửa tay thường xuyên, giới hạn việc tiếp cận của công chúng vào khu vực làm việc và treo các biển hướng dẫn về rửa tay và các biện pháp phòng COVID-19 khác.:13–14, 21–22
Tùy theo nhiệm vụ công việc, những người làm công việc có độ rủi ro từ trung bình trở lên có thể cần phải sử dụng các thiết bị bảo hộ cá nhân, trong đó có việc kết hợp sử dụng găng tay, mũ bảo vệ, tấm chắn mặt, khẩu trang hoặc kính bảo hộ. Người làm việc trong nhóm này hiếm khi phải dùng khẩu trang chuyên dụng.:22

#### Biện pháp cụ thể từng trường hợp

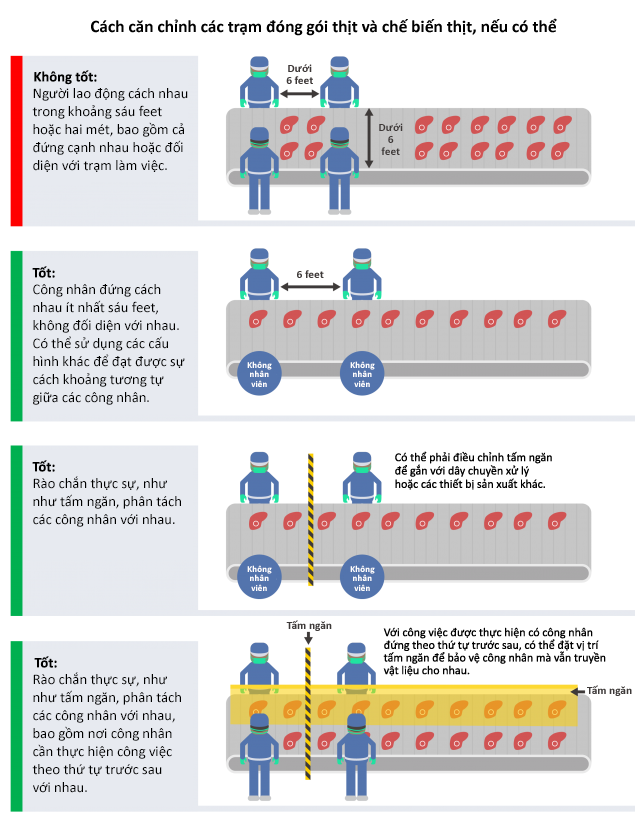
COVID-19 Người lao động và chủ hãng sở ngành chế biến thịt và gia cầm hướng dẫn tạm thời

Nếu phát hiện có người ốm trên máy bay, cần phải có những biện pháp phù hợp để bảo vệ nhân viên và các hành khách khác, bao gồm việc đảm bảo khoảng cách giữa người ốm và những người khác từ 6 feet (1,8 m) trở lên, cử một tiếp viên riêng phục vụ người ốm và phát khẩu trang cho người này hoặc yêu cầu dùng khăn giấy che miệng, mũi khi ho, hắt hơi. Thành viên phi hành đoàn cần đeo găng tay y tế dùng một lần khi phục vụ cho hành khách bị ốm hoặc phải tiếp xúc với chất dịch cơ thể hay các bề mặt có khả năng nhiễm mầm bệnh; nếu hành khách có triệu chứng sốt, ho nhiều hoặc khó thở thì có thể sử dụng thêm các thiết bị bảo hộ. Găng tay và các vật dùng một lần khác cần được vứt bỏ bằng túi đựng chất thải sinh học chuyên dụng, đồng thời sau đó phải tẩy rửa các bề mặt nhiễm mầm bệnh.
Đối với các dịch vụ tàu thuyền thương mại, bao gồm tàu du lịch và các phương tiện chở khách đường thủy khác, các biện pháp kiểm soát bao gồm việc ngưng di chuyển khi bị ốm, đồng thời tự cách ly và thông báo cho đội ngũ y tế trên tàu ngay lập tức nếu sốt hoặc có các triệu chứng bệnh trên tàu. Ideally, medical follow-up should occur in the isolated person's cabin.
Đối với trường học và các cơ sở chăm sóc trẻ em, CDC khuyến cáo nên đóng cửa một thời gian để lau dọn, tẩy rửa nếu đã có người nhiễm tới trường bất kể mức độ lây nhiễm cộng đồng. Khi trong cộng đồng có sự lây nhiễm từ mức thấp tới trung bình, các trường có thể áp dụng các biện pháp giãn cách xã hội như hủy các chuyến tham quan, hội họp và các sự kiện yêu cầu tụ tập lớn như giờ học thể chất, lớp học hợp xướng hay giờ ăn tại căng tin, tăng khoảng cách giữa các bàn học, sắp xếp xen kẽ giờ vào và tan học, hạn chế người ngoài tới thăm không cần thiết và sử dụng địa điểm khác làm phòng y tế với những học sinh có triệu chứng giống cúm. Nếu trong cộng đồng địa phương có sự lây nhiễm lớn, ngoài giãn cách xã hội có thể cân nhắc cho nghỉ học.
Đối với lực lượng hành pháp thực hiện các nhiệm vụ thường ngày, CDC nhận định rủi ro y tế ở mức thấp. Những sĩ quan phải tiếp xúc với người nhiễm hoặc nghi nhiễm COVID-19 được khuyến cáo làm theo những hướng dẫn như với các kỹ thuật viên cấp cứu, trong đó có việc sử dụng thiết bị bảo hộ cá nhân phù hợp. Nếu có tiếp xúc gần trong quá trình áp giải, các sĩ quan nên lau rửa sạch thắt lưng và các dụng cụ trước khi dùng tiếp bằng bình xịt hoặc khăn lau gia dụng, đồng thời tuân thủ các trình tự chứa, vứt bỏ PPE đã qua sử dụng và chứa, giặt trang phục.

### Khu vực chăm sóc y tế và mai táng rủi ro cao
OSHA nhận định một số nhân viên y tế và làm nhiệm vụ mai táng thuộc nhóm có nguy cơ lây nhiễm cao hoặc rất cao. Các công việc nguy cơ cao bao gồm cung cấp, hỗ trợ y tế, nghiên cứu trong phòng thí nghiệm và vận chuyển y tế với người nhiễm hoặc nghi nhiễm COVID-19. Mức rủi ro được nâng lên thành rất cao nếu nhân viên phải thực hiện các quy trình tạo aerosol, hoặc phải thu/vận chuyển mẫu bệnh phẩm từ người nhiễm hoặc nghi nhiễm COVID-19. Các thủ thuật tạo aerosol bao gồm đặt ống thông khí quản, thủ thuật gây ho, nội soi phế quản, một số thủ thuật và kiểm tra nha khoa hoặc lấy mẫu bệnh phẩm xâm lấn. Các công việc mai táng rủi ro cao bao gồm những người có nhiệm vụ chuản bị thi thể của người nhiễm hoặc nghi nhiễm COVID-19 vào thời điểm qua đời; rủi ro trở thành rất cao nếu họ phải thực hiện khám nghiệm tử thi.:18–20
Các biện pháp kiểm soát kỹ thuật bổ sung cho nhóm này bao gồm phòng cách ly cho bệnh nhân nhiễm hoặc nghi nhiễm COVID-19 hoặc khi thực hiện thủ thuật tạo aerosol. Các phòng áp lực âm có thể phù hợp tại một số khu vực y tế và mai táng. Các mẫu bệnh phẩm cần được xử lý bằng các biện pháp tương đương Cấp độ An toàn sinh học 3.:13, 23–24 Tổ chức Y tế Thế giới (WHO) khuyến cáo bệnh nhân nhập viện cần được tách sang một khu chờ riêng biệt tùy vào việc họ có bị nghi nhiễm COVID-19 hay không.
Ngoài việc sử dụng các PPE khác, OSHA khuyến cáo sử dụng khẩu trang chuyên dụng với những người phải làm việc trong khoảng 6 feet (1,8 m) cách bệnh nhân nhiễm hoặc nghi nhiễm SARS-CoV-2 hoặc phải thực hiện thủ thuật tạo aerosol. Tại Hoa Kỳ, các loại khẩu trang có bộ lọc N95 do NIOSH chấp thuận hoặc cao hơn phải được sử dụng trong kế hoạch bảo vệ đường hô hấp của cơ sở y tế, trong đó phải có việc đeo thử, đào tạo và kiểm tra y tế. Các loại khẩu trang hoặc mặt nạ bảo hộ khác có thể bảo vệ tốt hơn và tạo sự thoải mái hơn cho người đeo.:14–16, 25
WHO không khuyến cáo sử dụng đồ bảo hộ toàn thân, do COVID-19 là bệnh đường hô hấp, không lây qua dịch cơ thể.  WHO chỉ khuyến cáo dùng khẩu trang y tế cho những nhân viên kiểm tra y tế khi đi vào cơ sở. Với những nhân viên lấy/vận chuyển mẫu bệnh phẩm đường hô hấp hoặc vận chuyển bệnh nhân nhiễm hoặc nghi nhiễm COVID-19, WHO khuyến cáo đeo khẩu trang y tế, kính bảo hộ hoặc mặt nạ, mũ bảo hộ và găng tay. Nếu phải thực hiện thủ thuật tạo aerosol, khẩu trang y tế được thay bằng khẩu trang N95 hoặc FFP2.  Nếu nguồn cung PPE toàn cầu không đủ, WHO khuyến cáo nên giảm tối đa nhu cầu dùng PPE thông qua chăm sóc sức khỏe từ xa, lắp các vật chắn như cửa sổ trong, chỉ cho phép người có nhiệm vụ chăm sóc trực tiếp được vào phòng bệnh nhân COVID-19, chỉ dùng các PPE cần thiết cho nhiệm vụ được giao, tiếp tục dùng một khẩu trang nếu chăm sóc cho nhiều bệnh nhân nhưng có chung chẩn đoán, giám sát và điều phối nguồn cung PPE và không khuyến khích sử dụng mặt nạ cho người không có triệu chứng.